# Pictou
Pictou é a cidade sede do condado de Pictou, na província canadense da Nova Escócia, província do atlântico no leste do Canadá. Está localizada aproximadamente a 10 quilômetros a norte da cidade de Nova Glasgow.
A população da cidade, de acordo com o censo canadense de 2016, era de 3.186 habitantes e a área era de cerca de 8.01 quilômetros quadrados.